# Jeff Finley
John Jeffrey Finley (* 14. April 1967 in Edmonton, Alberta) ist ein ehemaliger kanadischer Eishockeyspieler und -trainer sowie derzeitiger -scout, der im Verlauf seiner aktiven Karriere zwischen 1983 und 2006 unter anderem 760 Spiele für die New York Islanders, Philadelphia Flyers, Winnipeg Jets, Phoenix Coyotes New York Rangers und St. Louis Blues in der National Hockey League auf der Position des Verteidigers bestritten hat. Seit 2009 ist Finley als Scout für die Detroit Red Wings aus der NHL aktiv.

## Karriere
Finley verbrachte den Beginn seiner Juniorenkarriere in der Saison 1983/84 bei den Summerland Buckaroos in der British Columbia Junior Hockey League. Zudem debütierte der Abwehrspieler im selben Spieljahr in der Western Hockey League bei den Portland Winter Hawks. Mit Beginn der Saison 1984/85 war er für die folgenden drei Jahre fester Bestandteil des Teams und entwickelte sich dort zu einem Offensivverteidiger, der in seinen letzten beiden Spieljahren jeweils über 65 Scorerpunkte verbuchte. Darüber hinaus wurde Finley im NHL Entry Draft 1985 in der dritten Runde an 55. Stelle von den New York Islanders aus der National Hockey League ausgewählt.
Nach Beendigung seiner Juniorenkarriere wurde der Defensivspieler von den Islanders verpflichtet und pendelte in den folgenden sechs Jahren stets zwischen dem NHL-Kader New Yorks und deren Farmteams in der American Hockey League. Dabei spielte er in den ersten vier Jahren hauptsächlich in der AHL, wo er in der Spielzeit 1989/90 den Calder Cup mit den Springfield Indians gewann. Nachdem es im Verlauf der folgenden Saison, in der er 51 Spiele für New York bestritt, so schien, als hätte sich Finley in der NHL durchgesetzt, fand er sich in der Saison 1992/93 komplett in der AHL wieder. Dort stand er im Kader des neuen Kooperationspartners Capital District Islanders.
Als Finleys Vertrag im Sommer 1993 auslief und er einen Verbleib in New York ausschloss, transferierten die Islanders die Erstverhandlungsrechte für den werdenden Free Agent im Tausch für Chris Luongo zu den Ottawa Senators. Allerdings konnten sich beide Parteien nicht auf ein Engagement einigen, so dass sich Finley als vertragsloser Spieler den Philadelphia Flyers anschloss, während die Senators keine Kompensation erhielten. Bei den Flyers gelang es dem Kanadier erstmals ein komplettes Spieljahr im NHL-Aufgebot zu verbringen. Dies änderte sich aber bereits in der Saison 1994/95, da die NHL durch den Lockout verspätet in den Spielbetrieb startete. Finley stand daher die gesamte Saison beim Farmteam Hershey Bears in der AHL auf dem Eis.
Die folgenden dreieinhalb Jahre ab dem Sommer 1995 waren von zahlreichen Vereinswechseln geprägt. Zunächst wurde Finley von den Philadelphia Flyers im Tausch für Russ Romaniuk an die Winnipeg Jets abgegeben. Dort kam er im Saisonverlauf abermals im AHL-Farmteam, den Springfield Falcons, zu einigen Einsätzen. Durch die Umsiedlung des Winnipeg-Franchises im Sommer 1996 nach Phoenix im US-Bundesstaat Arizona spielte der Verteidiger in der Saison 1996/97 für die Phoenix Coyotes in der NHL. Da sein Vertrag nach dem Spieljahr ausgelaufen war, verpflichteten ihn im August 1997 die New York Rangers. Nachdem er das erste Jahr noch in der NHL verbracht hatte, war die Saison 1998/99 wieder von längeren Einsatzperioden in der AHL geprägt, ehe er im Februar 1999 gemeinsam mit Geoff Smith zu den St. Louis Blues geschickt wurde. Im Gegenzug erhielt New York Chris Kenady.
In Diensten der St. Louis Blues gelang es Finley – inzwischen 31 Jahre alt und ausschließlich als defensiv agierender Verteidiger eingesetzt – schließlich sich in der NHL zu etablieren. Für die folgenden fünfeinhalb Spielzeiten war der Kanadier Stammspieler des ambitionierten Teams, das mit Chris Pronger und Al MacInnis zwei der besten Abwehrspieler der Liga vorweisen konnte. Durch den abermaligen Lockout, der den kompletten Ausfall der NHL-Saison 2004/05 zur Folge hatte, kam Finley Zeit in St. Louis im Sommer 2004 zu einem Ende. Er pausierte bis zum Sommer 2005 und wechselte daraufhin nach Europa. Bei den Hannover Scorpions aus der Deutschen Eishockey Liga verbrachte der Linksschütze seine letzte Profisaison und trat nach der Spielzeit 2005/06 im Alter von 39 Jahren vom aktiven Sport zurück.
Nach einer einjährigen Auszeit kehrte Finley im Sommer 2007 in den Eishockeysport zurück. Er war zwei Jahre lang als Assistenztrainer bei den Kelowna Rockets aus der WHL unter Cheftrainer Ryan Huska tätig. Seit Beginn der Saison 2009/10 arbeitet er als Scout für den Amateurbereich bei den Detroit Red Wings aus der NHL.

### International
Auf internationaler Ebene vertrat Finley sein Heimatland bei der Weltmeisterschaft 2000 in Russland. Dort belegte er mit den Kanadiern den vierten Rang, zu dessen Erreichen er in sieben Turniereinsätzen ein Tor sowie eine Vorlage beisteuerte.

## Erfolge und Auszeichnungen
- 1990 Calder-Cup-Gewinn mit den Springfield Indians

## Karrierestatistik

### International
Vertrat Kanada bei:
- Weltmeisterschaft 2000

(Legende zur Spielerstatistik: Sp oder GP = absolvierte Spiele; T oder G = erzielte Tore; V oder A = erzielte Assists; Pkt oder Pts = erzielte Scorerpunkte; SM oder PIM = erhaltene Strafminuten; +/− = Plus/Minus-Bilanz; PP = erzielte Überzahltore; SH = erzielte Unterzahltore; GW = erzielte Siegtore; 1 Play-downs/Relegation; Kursiv: Statistik nicht vollständig)